# Podregion Jakobstad
Podregion Jakobstad (fiń. Pietarsaaren seutukunta, szw. Jakobstadsregionen) – podregion w Finlandii, w regionie Ostrobotnia.
W skład podregionu wchodzą gminy:
- Jakobstad
- Kronoby
- Larsmo
- Pedersöre
- Nykarleby